# Barbara Feichtner
Barbara Feichtner (* 9. März 1982) ist eine ehemalige österreichische Biathletin und Skilangläuferin.
International kam Feichtner im Skilanglauf bei den Juniorenweltmeisterschaften 2002 in Schonach zum Einsatz und wurde Siebte im Sprintrennen. Über 5 Kilometer Freistil kam sie auf den 63. Platz. Erste FIS-Rennen bestritt sie schon im Jahr 2000, ab 2000 auch im Skilanglauf-Continental-Cup. Im Dezember 2001 bestritt sie in Salzburg ihr erstes Rennen im Skilanglauf-Weltcup und gewann als 26. eines Klassik-Sprint sofort Weltcup-Punkte. 2004 erreichte sie das einzige weitere Mal bei ihren elf Weltcup-Einsätzen die Punkteränge und wurde 20. eines Freistil-Sprints. Zwischen 2000 und 2007 gewann sie 14 Medaillen bei Österreichischen Meisterschaften. Viermal wurde sie Meisterin im Sprint, zweimal im Teamsprint zusammen mit Maria Theuerl und Bettina Mesotitsch und 2004 in Sulzberg über 10 km. Bei der Winter-Universiade 2005 in Innsbruck und Seefeld in Tirol wurde sie Neunte im Sprint. Zwei Jahre später erreichte sie bei der Winter-Universiade 2007 in Pragelato den 26. Platz im Sprint und den 44. Platz über 5 Kilometer.
Ihre Erfolge im Biathlon erreichte Barbara Feichtner auf nationaler Ebene. Bei den Österreichischen Meisterschaften 2006 gewann sie mit Nicole Pfluger und Elisabeth Mayer als Vertretung des Bundeslandes Tirol den Titel im Staffelrennen. 2008 wiederholte sie an der Seite von Nicole Pfluger und Julia Mitterndorfer diesen Erfolg und gewann zudem hinter Pfluger den Titel Vizemeisterin im Skiroller-Einzel. Sie lebt in Schwoich und startet für  WSV Schwoich. Sie studierte Sportwissenschaften mit dem Schwerpunkt Trainingswissenschaft und Bewegung, Gesundheit, Fitness an der Universität Salzburg.